# 冥婚
冥婚（めいこん）は、生者と死者に分かれた者同士が行う結婚のこと。陰婚（いんこん）、鬼婚（きこん）、幽婚（ゆうこん）、死後婚（しごこん）、死後結婚（しごけっこん）、死霊結婚（しりょうけっこん）などとも呼ばれる。英語では ghost marriage、あるいは、spirit marriage、Posthumous marriage または necrogamy と言う。
一つには、神話・伝説等の物語の上で、そのような境遇の男女が行うものを言い、いま一つには、結婚と死生観に関わる習俗の一つとして現実に存在するものを指して言う。

## 物語・史実として
神話や伝説における冥婚の物語は冥婚譚とも呼ばれ、世界に広く存在する。
古代エジプトにおける、弟に殺された太陽神オシリスと生ける女神イシスの死後の世界での結婚は、最もよく知られた冥婚譚の一つである。2神は生と死で分かたれながらも夫婦として交わり、一子ホルスを儲けている（cf. オシリスとイシスの伝説）。
ギリシア神話でも、冥界の女王である女神ペルセポネーを妻にしようとした生者のペイリトオスが盟友テーセウスとともに大神ハーデースが待つ冥府へ赴くが、これなどは果たされることなく終わる冥婚である。
『三国志』の魏伝にて、曹操の八男曹沖の葬儀にあたって、同時期に亡くなった甄氏の娘の遺体をもらいうけて曹沖の妻として埋葬したという記述がある。曹沖は13歳という若さで未婚のまま夭折したため、その霊を慰めるために同じく未婚のまま死んだ少女と結婚させたと考えられる。
唐の中宗の子李重潤は、大足元年（701年）、武則天の寵臣であった張易之・張昌宗兄弟を排除する謀議を行ったとして、武則天により死を賜ったが、神龍2年（706年）に中宗が即位すると、これを悼み、懿徳太子と追封し、皇太子の格式で改葬し、乾陵に埋葬した。死去に際し、正妃を娶っていなかったため、中宗は国子監の裴粋の早世した娘との冥婚を行い合葬している。

## 習俗として
習俗としての冥婚は、結婚と死生観に関わるものとして、中国を始めとする東アジアと、東南アジアに古くから見られる。
死者を弔う際、その魂がまだこの世にあるうちに、それと見立てた異性と婚礼を挙げさせ、夫婦としたのち、死の世界に送り出すものである。対象となる死者は基本的に未婚男性であるが、ときに既婚男性や未婚女性の場合もある。広義では、南スーダンのヌエル族などに見られる死後結婚 (en) も同じものとして扱う。
英語では、冥婚を ghost marriage、あるいは、spirit marriage と言うが、儒教文化圏の冥婚を他文化のものと区別して、Chinese ghost marriage、Minghun （中国語名に準じたラテン文字転写形）などとも呼ぶ。
その性格上、最も過激な形としては、結婚相手は命を奪われ、夫婦として共に埋葬される。だが、そのような辛辣なものばかりがこの風習の全てではない。同時期に亡くなった未婚女性と結婚させて共に葬る場合もあれば、人間の女性に見立てた花嫁人形を遺体と共に柩（ひつぎ）に納める場合もある。また、そのような花嫁人形のほかに故人の結婚式を描いた絵を奉納するものもあり、他にも、既婚・未婚のいかんを問わず生きている異性と結婚させ、その相手方に形見の品（位牌など）を供養させるものなど、時代や地域によって形態はさまざまである。
現代日本の場合、青森県および山形県の一部で行われる、未婚の死者の婚礼を描いて寺に奉納する「ムカサリ絵馬」が、比較的穏やかな性質の冥婚として挙げられる。
沖縄の冥婚については渡邊欣雄による報告が挙げられる。グソー・ヌ・ニービチと呼ばれるその冥婚が執り行われた理由は、後妻として嫁いだ女性の位牌が生家に安置されていたからである。その祖先は初代で、今の戸主から数えて6代前の女祖であった。沖縄では女祖の位牌を一つだけ安置するのは原則に反するとして、位牌が生家から婚家に移され、夫や先妻の位牌と共に納められた。

### 中国
中国の山西省・陝西省をはじめとする地域にこの風俗が強く、第三者が金銭で誘拐や殺人を請け負い、面識のない少女が殺害される事件もあった。
また、死者の遺族が病院や葬儀場を監視して、従業員と取引し、冥婚相手となる新鮮な遺体と引き換えに金銭を渡すこともある。

### 台湾
台湾では紅包と呼ばれる赤い封筒が冥婚に使われる。本来紅包は現地でご祝儀のやり取りや餞別を入れて感謝を伝える用途で使われるものであるが、この風習の場合その意味合いは異なる。女性が未婚のまま亡くなると、道端に遺族が紅包を置く。通行人がそれを拾うとそれを監視していた遺族が出てきて、死者との結婚を強要される。そのため、安易に封筒を拾うことは危険であるとされる。結婚には死者が相手を気に入る必要があり、その有無は占いで判断される。封筒には現金や遺髪、死者の生前の写真などが入っている。この風習自体は古来からのものではなく最近になって始まったもので、過激に取り上げられていることが2012年に国立台北芸術大学大学院の修士論文で冥婚を取り上げた李佩倫によって指摘されている。2015年現在は実際に起きればニュースになるほど下火になっていたが、2017年に公開された映画『血観音』および同年のテレビドラマ『通霊少女』による影響で再び広まったとされている。

## フランス法における死後婚姻
フランスでは、民法において死後の婚姻が定められている。すなわち、将来の夫婦の一方が死亡し、死亡した者の承諾に疑いがない場合、大統領は、重大な理由があれば、婚姻を認めることができるものとされている（民法171条1項）。婚姻の効力は死亡した配偶者が死亡した前日に遡って生じる（同条2項）。もっとも、財産の相続権は生じないし、婚姻関係があったとみなされるわけでもない（同条3項）。この規定によって婚姻をした女性は、死亡した男性の姓を名乗ることができ、また、女性の子供は男性の子供として認知される。2009年には、アフガニスタン駐留中に戦死した兵士の婚約者の女性が、ニコラ・サルコジ大統領に死後の婚姻を認めるよう直訴して認められるという出来事もあった。